# Fontane-obelischi

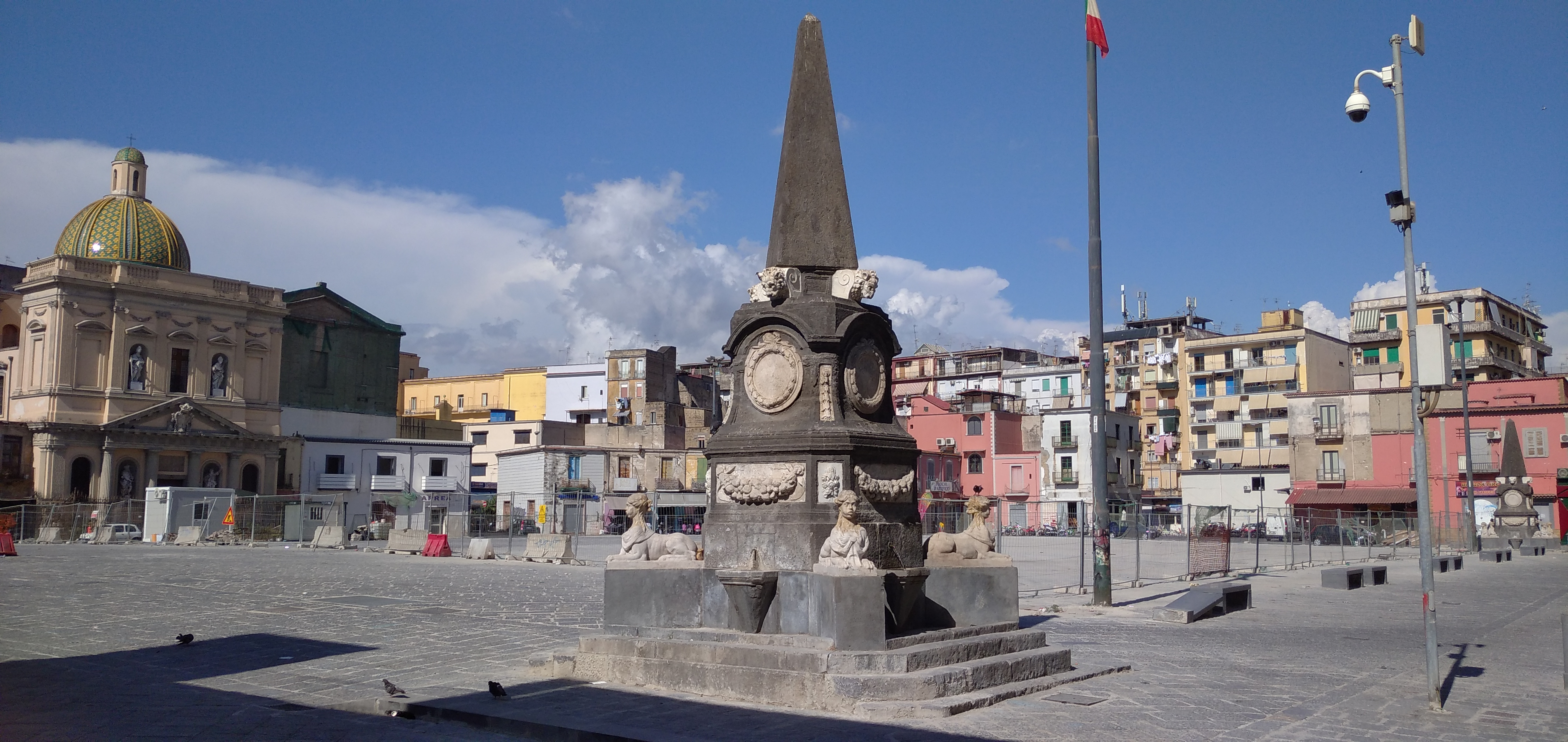
Le fontane

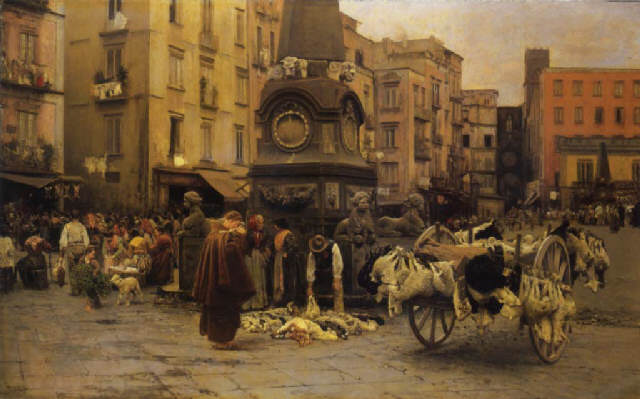
Le fontane in un dipinto impressionista di Vincenzo Caprile

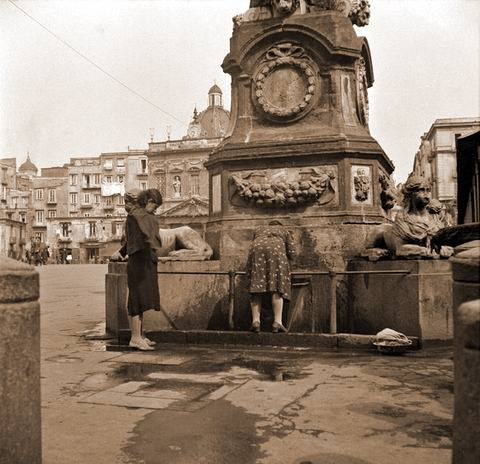
Le fontane nel 1943

Le fontane-obelischi, meglio conosciute come Fontane del Seguro, sono locate in piazza del Mercato a Napoli.
Queste fontane settecentesche furono costruite a mo' di obelischi da Francesco Sicuro, che seppe fare in modo che questi monumenti avessero anche una doppia utilità: sia quella propriamente decorativa, sia come abbeveratoio per gli animali che trasportavano le merci.
Le fontane, una sul lato est e l'altra, parallela alla prima, sul lato ovest, hanno una netta influenza egiziana. Sono formate da obelischi piramidali che poggiano su uno spesso basamento decorato da ghirlande; a metà altezza si trovano quattro teste leonine, poi fiori e festoni. Gli elementi che fanno da cornice ai gettanti d'acqua sono le quattro sfingi.
Nel 2016 le fontane, che versavano in serie condizioni di degrado, sono state oggetto di un'operazione di restauro.